# Recep Topal
Recep Topal (Rize, 29 ottobre 1992) è un lottatore turco, specializzato nella lotta libera.

## Biografia
Si è affermato a livello giovanile agli europei cadetti di Zrenjanin 2009 vincendo la medaglia d'argendo nella categoria fino a 50 chilogrammi, perdendo in finale con il russo Belek-Ool Kuzhuget,
Nel marzo 2014 è stato convocato in nazionale maggiore alla coppa del mondo di Los Angeles, dove si è classificato settimo nei 61 chilogrammi.  
Ai campionati europei under 23 di Walbrzych 2015 ha vinto la medaglia di bronzo.
Si è piazzato ventunesimo ai mondiali di Budapest 2016 nella categoria fino a 61 chilogrammi.
Ha vinto il suo primo titolo internazionale agli europei di Kaspijsk 2018, dove si è aggiudicato il bronzo nel torneo dei 61 chilogrammi, superando nella finale per il terzo quinto posto il bielorusso Nyurgun Skryabin.
L'anno successivo ha vinto nuovamente il bronzo continentale dei 61 chilogrammi ai campionati di Bucarest 2019.

## Palmarès
- Europei

Kaspijsk 2018: bronzo nei 61 kg.
Bucarest 2019: bronzo nei 61 kg.
- Europei U23

Walbrzych 2015: bronzo nei 61 kg.
- Europei cadetti

Zrenjanin 2009: argento nei 50 kg.